# Монопол над насиљем
Монопол над насиљем или монопол над легитимном употребом физичке силе један је од основних концепата модерног јавног права, који потиче из дела француског правника и политичког филозофа Жана Бодена из 1576. Шест књига Републике („Les six livres de la république” и енглеског филозофа Томаса Хобса и његове књиге Левијатан из 1681. Као једну од концепција која дефинише државе, њу је у социологији први описао Макс Вебер у свом есеју Политика као занимање (1919).  Вебер тврди да је држава „једини људски Гемајншафт (Gemeinschaft) који полаже право на монопол над озакоњеном употребом физичке силе. Међутим, овај монопол ограничен је на одређено географско подручје, а ово ограничење на одређено подручје је заправо једна од ствари које дефинишу државу“.  Другим речима, Вебер описује државу као било коју организацију која успе да задржи искључиво право да употребљава физичку силу, да њом прети, или да одобрава њену употребу над становницима своје територије. Према Веберу, такав монопол мора да се јави путем процеса легитимације (озакоњавања) .

## Теорија Макса Вебера
Макс Вебер је у Политици као занимању написао да је основна карактеристика државности полагање права на тај монопол. Његова проширена дефиниција гласила је да је нешто „држава“ ако и уколико њено административно особље успешно подржи своје право на „монопол легитимне употребе физичке силе“ у наметању свог поретка. "   Веберов концепт је формализован тако да покаже да искључива моћ одржавања реда државе иде у корист социјалној заштити путем приватног власништва, под условом да држава делује доброћудно у интересу својих грађана. 
Према Веберу, држава је она „људска заједница која (успешно) полаже право на монопол легитимне употребе насиља на датој територији“. Јавна полиција и војска су њени главни инструменти, али такође се може сматрати да приватно обезбеђење има „право“ на употребу насиља све док је једини извор овог перципираног права одобравање од стране државе. Вебер је, ипак, наводио неколико изузетака :
- Изјаву је сматрао савременим запажањем, напомињући да веза између државе и употребе физичке силе није увек била тако блиска. Он користи примере феудализма, где је приватно ратовање било дозвољено под одређеним условима, и верских судова, који су били искључиво надлежни за неке врсте кривичних дела, посебно за јерес и сексуална кривична дела. Без обзира на то, држава постоји свуда где једна једина власт може легитимно одобравати насиље.
- Из истих разлога, „монопол“ не значи да само влада може да користи физичку силу, већ да је држава она људска заједница која успешно тврди да је једини извор легитимитета за сваку физичку принуду или пресуду о принуди. На пример, закон може појединцима дозволити употребу силе у одбрани себе или своје имовине, али ово право произилази из државне власти. То се директно коси са просветитељским принципима индивидуалног суверенитета који моћ додељује држави уз сагласност, и концептима природног права који држе да појединачна права која произилазе из свесног личног суверенитета и телесног интегритета постоје пре државе и да их држава само признаје и гарантује, а држава се може спречити уставним законом да природна права не ограничава.[тражи се извор]

### Критике Вебера
Роберт Хинрихс Бејтс тврди да сама држава нема насилну моћ; већ да људи држе сву силу принуде како би осигурали да се одржава ред и друге равнотеже.  Самим тим следи то да у друштвима без државности постоји граница благостања, која се може превазићи само ако се неки ниво принуде или насиља употреби за подизање сложености државе. Другим речима, без улагања у војску, полицију или неку врсту извршне власти, ране државе не могу уживати закон и ред (или просперитет) развијенијих држава.

## Однос према државном капацитету
Капацитет државе често се мери у смислу њене фискалне и правне способности. Фискална способност значи способност државе да поврати порез ради пружања јавних добара, а правна способност значи превласт државе као јединог арбитра за решавање сукоба и извршење уговора. Без неке врсте принуде, држава иначе не би могла да спроведе свој легитимитет у жељеној сфери утицаја. У раним државама и државама у развоју ову улогу је често играо „стационарни бандит“ који је бранио сељане од лутајућих бандита, у нади да ће заштита подстакнути сељане да улажу у економску производњу, а стационарни бандит би на крају могао да употреби своју принудну моћ да експроприше део тог богатства. 
У регионима у којима се присуство државе минимално осећа, недржавни актери могу искористити свој монопол над насиљем да би успоставили легитимитет или задржали власт.  На пример, сицилијанска мафија настала је као заштитни рекет пружајући купцима и продавцима на црном тржишту заштиту. Без ове врсте спровођења реда, учесници на тржишту не би били довољно самопоуздани да верују један другом ради валидног извршења уговора и тржиште би пропало.
На неорганизованим и подземним тржиштима, насиље се користи за спровођење уговора у одсуству доступног правног решавања сукоба.  Чарлс Тили наставља ово поређење и каже да су стварање рата и стварање државе заправо најбољи приказ онога у шта организовани криминал може прерасти.  Забележено је да однос државе, тржишта и насиља има непосредан однос, користећи насиље као облик принуде.   Анархисти виде директну везу између капитализма, власти и државе, појам монопола насиља у великој је мери повезан са анархистичком филозофијом одбацивања сваке неоправдане хијерархије .  

## Остало
Према Рејмонду Арону, међународне односе карактерише одсуство широко признате легитимности у употреби силе између држава. 
Марта Лизабет Фелпс, пишући за лист Politics &amp; Policy, иде с Веберовим идејама о легитимитету приватног обезбеђења корак даље. Фелпсова тврди да употреба приватних актера од стране државе остаје легитимна ако и само ако се за војне добављаче сматра да их контролише држава. 